# Zhouhe
Zhouhe (kinesiska: 周河镇, 周河) är en köping i Kina. Den ligger i provinsen Sichuan, i den sydvästra delen av landet, omkring 250 kilometer öster om provinshuvudstaden Chengdu. Antalet invånare är 6 772. Befolkningen består av 3 348 kvinnor och 3 424 män. Barn under 15 år utgör 22,0 %, vuxna 15-64 år 62 %, och äldre över 65 år 15,0 %.
Genomsnittlig årsnederbörd är 1 545 millimeter. Den regnigaste månaden är september, med i genomsnitt 280 mm nederbörd, och den torraste är december, med 8 mm nederbörd.